# Point Venture village. Utah
Point Venture village je [[{{{tip}}}]] u američkoj saveznoj državi Teksas. Prema popisu stanovništva iz 2010. u njemu je živjelo 800 stanovnika.